# Grünn János
Grünn János (Besztercebánya, 1864. június 3. – Budapest, 1932. március 5.) magyar közgazdász, pénzügyminiszter.

## Életrajz
Hivatali pályafutását 1886-ban a pénzügyminisztériumban kezdte. Vezető szerepet töltött be a századeleji polgári szövetkezeti mozgalomban. 1912-ben az Osztrák–Magyar Bank kormánybiztosa, 1917-től pénzügyi államtitkár, 1919-ben augusztus 7-től szeptember 12-ig az első Friedrich-kormány pénzügyminisztere. Ezt követően a politikai szerepléstől visszavonult. 1932-ben hunyt el 67 évesen.